# Linoleum
Pour les articles homonymes, voir Lino.
Pour le film, voir Linoleum (film).
 (juillet 2013).
Si vous disposez d'ouvrages ou d'articles de référence ou si vous connaissez des sites web de qualité traitant du thème abordé ici, merci de compléter l'article en donnant les références utiles à sa vérifiabilité et en les liant à la section « Notes et références ».
Le linoleum, linoléum, ou lino (API /linoleɔm/ ou /linɔleɔm/) (Québec : prélart /pʁelɑʁ/) est un revêtement de sol constitué de toile de jute imperméabilisée par application d'huile de lin et de poudre de bois ou de liège. Des pigments sont souvent ajoutés pour obtenir les tons et motifs souhaités.

## Invention et fabrication

### Invention

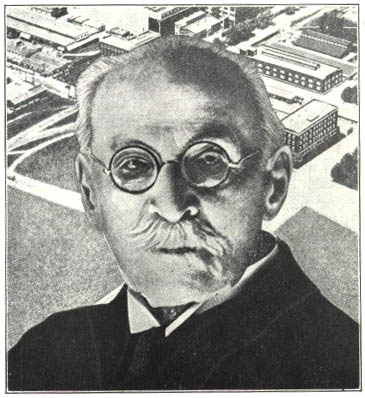
Frederick Walton, 1834-1928, l'inventeur du linoleum.

Le linoleum est le résultat final de longues recherches entreprises dans le but d'obtenir un revêtement de sol répondant à la fois aux exigences de l’hygiène, du confort et de l'esthétique.
Les « Varnished Oils » apparus en Angleterre au début du XIXe siècle étaient les premiers revêtements sans joints conçus dans un double dessein d'hygiène et de facilité d'entretien.
S'inspirant de ces essais, le Français Chevanard[réf. nécessaire] avait mis au point en 1823, un tapis de feutre verni qu'un enduit de bitume protégeait de l'humidité.
Une Médaille d'or de la Société d'encouragement pour l'industrie nationale était venue récompenser cette invention, mais en dépit de l'appui de la Duchesse de Berry qui patronnait la manufacture, ces tapis ne connurent qu'une vogue éphémère.
Des essais persévérants, poursuivis depuis 1836, avaient permis à l'Anglais Elijah Galloway de faire breveter en 1851, sous le nom de « Kamptulicon » un revêtement composé d'un mélange de caoutchouc de couleur et de poudre de liège appliqué par calandrage sur un support de toile ou autre. Mais les multiples emplois que trouvaient alors les caoutchoucs grâce à l'invention de la vulcanisation provoquèrent une hausse si substantielle du cours de cette matière première (dont la production annuelle n'atteignait encore que 400 tonnes) que la fabrication du « Kamptulicon » dut être abandonnée en raison d'un prix de vente devenu prohibitif.
Le linoleum a été inventé vers 1860 et breveté le 25 avril 1863 par l'Écossais Frederick Walton.
En 1860, Walton eut l'idée d'utiliser à la place du caoutchouc l’huile de lin qu'il transformait par un procédé d'oxydation de son invention en une masse souple et gommeuse. En 1863, l'inventeur put déposer le premier brevet d'un revêtement du sol à base d'huile de lin oxydée qu'il baptisera « linoleum ».
En 1864, Walton fonde la Linoleum Manufacturing Company. Dès 1869, son usine de Staines (en), au Royaume-Uni, exporte sa production vers l'Europe et les États-Unis. En 1956, l'usine produit environ 3 000 m2 de linoleum par semaine. Le déclin vient du remplacement du lino par des matériaux nouveaux, et l'usine ferme en 1970.

### Fabrication

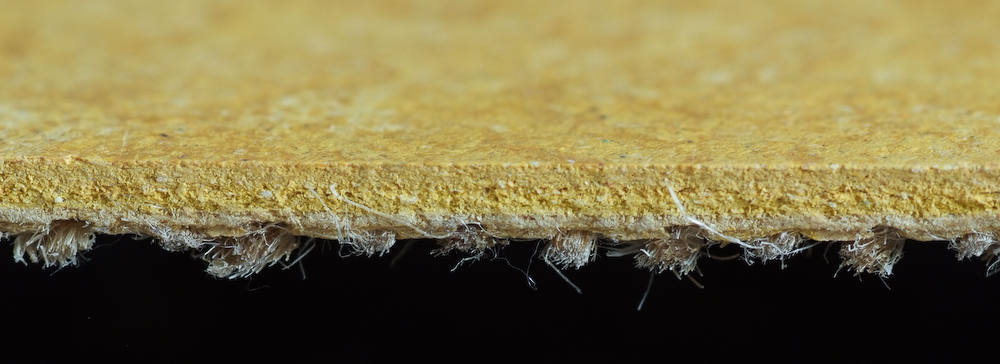
Linoleum jaune (coupe).

Le vif succès que connut ce produit dans son pays d'origine (vingt ans après son invention, l'Angleterre comptait déjà vingt fabriques de linoleum) puis dans le monde entier, incita d'autres pays à installer chez eux cette nouvelle industrie. En Allemagne, aux États-Unis, en Russie, en Belgique, en Italie, aux Pays-Bas, en Suède, en Norvège, en Suisse, en France, puis en Yougoslavie et en Espagne, de vastes usines apparurent, dont l'activité ne cessa de s'accroître à mesure que le linoleum trouvait des applications de plus en plus diverses dans la construction.
Le procédé d'oxydation Walton, qui est encore aujourd'hui la base de la fabrication du linoleum, se caractérise par le fait que l'huile de lin cuite passe au contact de l'air chaud de l'état liquide à l'état solide.
Industriellement, cette oxydation se produit dans des cellules spécialement aménagées à cet effet. Dans la partie supérieure, sont disposées en rangs serrés de nombreuses tringles de fer qui supportent un lé de toile de coton, descendant jusqu'à 50 cm du sol.
L'huile est déversée chaque jour au moyen de pompes au-dessus des toiles. Au contact de l'air chauffé à environ 40 °C et constamment renouvelé, les couches successives d'huile s'agglomèrent sur les deux côtés de la toile ; au bout de quatre mois environ, les couches atteignent une épaisseur de 2 à 3 cm et l'on peut récolter la linoxyne.
La linoxyne est ensuite broyée et fondue par addition de gomme de kauri, de copal et de colophane et l'on obtient ainsi un liant appelé ciment de linoleum qui doit être entreposé pendant deux mois avant de pouvoir être utilisé. Après cette période de repos, ce ciment est malaxé avec de la poudre de liège, de la farine de bois et des matières colorantes pour former la pâte de linoleum. Les proportions du mélange, la nature et la couleur de cette pâte déterminent les propriétés qui distingueront les différentes qualités de linoleum, à savoir son degré d'élasticité et son coloris.
Dans des calandres puissantes, la pâte de linoleum est comprimée entre des cylindres chauffés, et pressée sur une bande de toile de jute pour former le linoleum uni, granité, jaspé ou marbré. Les épaisseurs les plus usuelles sont de 2, 3 et 4 mm.
Certains types de linoleum tels que les incrustés ne sont pas calandrés mais formés par des presses hydrauliques qui compriment la pâte répandue sur le tissu de jute en dessin harmonieux au moyen de pochoirs.
Les lés frais et chauds de linoleum, encore mous et souples, sont amenés dans d'immenses séchoirs où ils restent suspendus pendant plusieurs semaines à une température élevée ; puis lorsqu'ils ont la fermeté, la dureté et la solidité voulues, ils sont retirés, enroulés en unités de 10 à 30 m et préparés pour l'expédition.
Le processus complet de la fabrication, qui exige des installations vastes et multiples, demande pas loin d'une année. Le linoleum est soumis à ces différents stades à des contrôles sévères pour assurer l'homogénéité absolue de la qualité.

## Utilisation

### Qualités du produit
Depuis le linoleum monochrome jusqu'au linoleum incrusté, multicolore imitant les tapis les plus richement ouvragés, ce revêtement s'est continuellement perfectionné au cours des années pour s'adapter à l'évolution des goûts en matière d'architecture et de décoration.
Ce n'est pas tant la diversité des formes sous lesquelles il se présente et l'infinie variété de ses dessins et coloris qui ont assuré au linoleum une progression toujours croissante, c'est surtout son utilité et ses qualités intrinsèques qui sont à l'origine de son succès dans l'architecture du XXe siècle, qui cherchait à associer la standardisation des éléments de base aux besoins modernes d'air, de clarté et d'hygiène, dans le cadre d'un style sobre et rectiligne.
Que ce soit dans les établissements sanitaires, les locaux industriels ou commerciaux ou dans les établissements privés, l'exigence d'aujourd'hui est à un matériau approprié à la nouvelle conception du confort, c'est-à-dire un revêtement de sol hygiénique, d'entretien facile et dont l'aspect s'accorde aisément avec l'esthétique sobre et nette de l'ensemble.
Les qualités remarquables du linoleum telles sa surface parfaitement homogène, son élasticité, sa sonorité, l'absence de joint, l'étanchéité absolue ajoutée aux garanties qu'il offre en matière de résistance et de facilité d'entretien, ont assuré l'emploi de ce matériau dans les sanatoriums hôpitaux, dispensaires, édifices publics, grands magasins, hôtels, salles de spectacle, gymnases, écoles, trains, navires, et bien d'autres lieux encore.
Une propriété peu connue du linoleum serait son pouvoir bactéricide. Les travaux scientifiques[Lesquels ?] sur la destruction des bactéries au contact des principaux matériaux de construction, auraient démontré que le linoleum constitue un revêtement de sol susceptible, de façon absolument durable, de détruire les micro-organismes déposés sur sa surface et particulièrement ceux apportés par les chaussures. Cette possible propriété très curieuse du linoleum ne peut passer inaperçue à une époque où l'on cherche par tous les moyens à protéger la santé publique, et surtout en luttant préventivement contre les épidémies et les maladies contagieuses. Cette affirmation sur l'action bactéricide du linoleum est tout à fait douteuse. Les seules mentions de cette propriété se trouvent dans des sites commerçants vendant ce produit, on ne la retrouve nulle part sur des sites scientifiques comme Medscape ou le Cismef.[réf. nécessaire]

### Revêtement de sol
Le linoléum de bonne qualité est suffisamment flexible pour être utilisé dans des bâtiments où des revêtements rigides, comme les carreaux céramiques, seraient sujets à fissurage. Entre son invention en 1860 et son remplacement progressif par d'autres revêtements dans les années 1950, le linoléum était considéré comme un excellent matériau, de prix modeste, pour les zones de passage. À la fin du XIXe et au début du XXe siècle, il était utilisé dans les halls et les passages. C'est sans doute son utilisation comme revêtement de sol de cuisine ou de chambre d'hôpital qui restera dans les mémoires : sa résistance à l'usure et son imperméabilité en faisaient un sol facile à entretenir et favorisait l'hygiène. Il est souvent confondu avec le revêtement de sol PVC qui n'a pourtant pas la même composition. Le linoléum peut aussi servir à la linogravure.

### Gravure
La linogravure est une technique dérivée de la gravure sur bois, où ce matériau est remplacé par le linoléum. Le dessin se fait en creusant certaines parties du bloc de linoléum à l'aide de gouges. La surface est ensuite encrée, puis couverte d'un papier sur lequel est exercée une pression. Les parties évidées ne sont pas encrées et laissent donc apparaître la couleur d'origine du papier. Le linoléum est souple, plus tendre donc plus facile à tailler que le bois.
On peut faire des tirages en couleurs avec plusieurs linos imprimés l’un après l’autre sur la même feuille ou en plaçant les couleurs que sur une partie de la plaque.